# Kanton Vigneux-sur-Seine
Kanton Vigneux-sur-Seine je francouzský kanton v departementu Essonne v regionu Île-de-France. Vznikl 7. prosince 1975.

## Složení kantonu
| Obec              | Počet obyvatel (2009) | PSČ   | INSEE       |
| ----------------- | --------------------- | ----- | ----------- |
| Vigneux-sur-Seine | 27 067                | 91270 | 91 2 34 657 |